# أي أويدا
أي أويدا (باليابانية: 上田藍؛ بالكانا: うえだ あい) هي تريثلت يابانية، ولدت في 26 أكتوبر 1983 في كيوتو في اليابان.

## وصلات خارجية
- أي أويدا على موقع اتحاد الترياتلون الدولي (الإنجليزية)
- أي أويدا على موقع IAT Triathlon Database (الإنجليزية)
- أي أويدا على موقع أوليمبيديا (الإنجليزية)
- أي أويدا على موقع الجمعية الدولية للألعاب العالمية (الإنجليزية)